# 2943 Heinrich
A 2943 Heinrich (ideiglenes jelöléssel 1933 QU) a Naprendszer kisbolygóövében található aszteroida. Karl Wilhelm Reinmuth fedezte fel 1933. augusztus 25-én.